# Säsong 2 av Farmen
Den andra säsongen av Farmen spelades in på Sotbo i Norn, Hedemora kommun i Dalarna. Säsongen sändes på TV4 mellan 23 september och 29 november 2002, och visades med 30 minuter långa avsnitt med reklam under måndagar till torsdagar, och 40 minuter långa avsnitt med reklam under fredagar. Programledare blev återigen Hans Fahlén.
I den fjärde säsongen av Farmen återvände deltagaren Daniel "Jasse" Borg som utmanare.

## Deltagare
| Deltagare               | År | Bostad      | Yrke              | Resultat                              |
| ----------------------- | -- | ----------- | ----------------- | ------------------------------------- |
| Lars-Erik Nyman         | 53 | Johanneshov | Reklamare         | Förlorade första tvekampen.           |
| Helena Österman         | 23 | Stockholm   | Produktionsledare | Förlorade andra tvekampen.            |
| Daniel "Jasse" Borg     | 29 | Stockholm   | Restaurangkonsult | Förlorade tredje tvekampen.           |
| Caroline Söderqvist     | 24 | Eskilstuna  | Solarievärdinna   | Förlorade fjärde tvekampen.           |
| Sahra Mahamud           | 27 | Göteborg    | Undersköterska    | Förlorade femte tvekampen.            |
| Andreas Rindsäter       | 28 | Sättra      | Naturguide        | Förlorade sjunde tvekampen.           |
| Jan "Blondie" Hammarlöf | 38 | Uddevalla   | Musiker           | Lämnade farmen vid avsnitt 31.        |
| Özcan Yildiz            | 29 | Tumba       | Krögare           | Lämnade farmen vid avsnitt 31.        |
| Mattias Jansson         | 26 | Helsingborg | Fastighetsmäklare | Förlorade nionde tvekampen.           |
| Lisbeth Albinson        | 63 | Järfälla    | Pensionär         | Lämnade farmen vid avsnitt 43.        |
| Nina Plank              | 30 | Stockholm   | Försäljningschef  | Förlorade elfte tvekampen.            |
| Janne Niiranen          | 22 | Köping      | Isolerare         | Fjärde plats, förlorade omröstningen. |
| Marie Forsberg          | 29 | Oslo        | Butikschef        | Tredje plats, förlorade omröstningen. |
| Daniel Norling          | 22 | Vänersborg  | Parkarbetare      | Andra plats, förlorade finalen.       |
| Inger Andersson         | 46 | Farsta      | Servitris         | Årets farmare                         |

1. 1 2 3  Andreas, Mattias och Nina bodde ute i skogen mellan avsnitt 16 och 26, och anlände till farmen som utmanare vid avsnitt 26.
2. 1 2  Mattias och Nina förlorade sjätte respektive åttonde tvekampen, men återvände vid avsnitt 31 efter att Blondie och Özcan hade lämnat farmen.
3. ↑  Marie anlände till farmen som storbonde vid avsnitt 2.
4. ↑  Marie förlorade tionde tvekampen, men återvände vid avsnitt 44 efter att Lisbeth hade lämnat farmen.

## Veckosammanfattning
| Vecka | Storbonde       | Förstekämpe         | Andrekämpe        | Tvekamp     | Hemskickad          |
| ----- | --------------- | ------------------- | ----------------- | ----------- | ------------------- |
| 1     | Marie Forsberg  | Lars-Erik Nyman     | Daniel Borg       | Spiken      | Lars-Erik Nyman     |
| 2     | Özcan Yildiz    | Helena Österman     | Marie Forsberg    | Bältet      | Helena Österman     |
| 3     | Inger Andersson | Özcan Yildiz        | Daniel Borg       | Spiken      | Daniel Borg         |
| 4     | Jan Hammarlöf   | Caroline Söderqvist | Sahra Mahamud     | Spiken      | Caroline Söderqvist |
| 5     | Jan Hammarlöf   | Sahra Mahamud       | Inger Andersson   | Husförhöret | Sahra Mahamud       |
| 6     | Marie Forsberg  | Özcan Yildiz        | Mattias Jansson   | Släggan     | Mattias Jansson     |
| 6     | Marie Forsberg  | Jan Hammarlöf       | Andreas Rindsäter | Husförhöret | Andreas Rindsäter   |
| 6     | Marie Forsberg  | Inger Andersson     | Nina Plank        | Bältet      | Nina Plank          |
| 7     | Janne Niiranen  | Mattias Jansson     | Daniel Norling    | Bältet      | Mattias Jansson     |
| 8     | Nina Plank      | Inger Andersson     | Marie Forsberg    | Bältet      | Marie Forsberg      |
| 9     | Daniel Norling  | Marie Forsberg      | Nina Plank        | Husförhöret | Nina Plank          |

1. ↑  Marie anlände till farmen som storbonde vid avsnitt 2.
2. 1 2  Mattias och Nina förlorade sjätte respektive åttonde tvekampen, men återvände vid avsnitt 31 efter att Blondie och Özcan hade lämnat farmen.
3. ↑  Sjunde veckans storbonde blev framröstad av farmarna; Janne fick två röster av Daniel och Marie; Daniel, Inger och Marie fick varsin röst av Janne, Lisbeth respektive Inger.
4. 1 2  Marie förlorade tionde tvekampen, men återvände som förstekämpe vid avsnitt 44 efter att Lisbeth hade lämnat farmen.

### Finalveckan
I finalveckan fick varje finalist ta hand om farmen helt själv under en dag vardera, medan de tidigare farmarna följde efter och bedömde vem som var värdig att gå till slutfinalen.
Juryomröstning
| Finalister                                                      | Hemskickade                    |
| --------------------------------------------------------------- | ------------------------------ |
| Daniel Norling, Inger Andersson, Janne Niiranen, Marie Forsberg | Janne Niiranen, Marie Forsberg |

Final
| Finalister      | Tvekamp     | Årets farmare   |
| --------------- | ----------- | --------------- |
| Inger Andersson | Husförhöret | Inger Andersson |
| Daniel Norling  | Husförhöret | Inger Andersson |

1. 1 2 3 4  De tidigare farmarna fick rösta fram finalisterna av de kvarvarande fyra farmarna, vilket blev Inger och Daniel.
Inger fick 7 röster av Andreas, Caroline, Helena, Jasse, Lisbeth, Mattias och Nina. Daniel fick 3 röster av Lars-Erik, Blondie och Özcan. Marie fick 1 röst av Sahra.

## Tittarsiffror
| Vecka | Avsnitt | Datum                       | Tittarsiffror i tusental | Tittarsiffror i tusental | Tittarsiffror i tusental | Tittarsiffror i tusental | Tittarsiffror i tusental | Genomsnitt |
| ----- | ------- | --------------------------- | ------------------------ | ------------------------ | ------------------------ | ------------------------ | ------------------------ | ---------- |
| 1     | 1–5     | 23–27 september 2002        | 981                      | 829                      | 910                      | 798                      | 1 098                    | 923 000    |
| 2     | 6–10    | 30 september–4 oktober 2002 | 845                      | 758                      | 805                      | 797                      | 1 117                    | 864 000    |
| 3     | 11–15   | 7–11 oktober 2002           | 913                      | 816                      | 933                      | 889                      | 1 275                    | 965 000    |
| 4     | 16–20   | 14–18 oktober 2002          | 951                      | 941                      | 964                      | 956                      | 1 332                    | 1 029 000  |
| 5     | 21–25   | 21–25 oktober 2002          | 989                      | 952                      | 1 002                    | 971                      | 1 423                    | 1 067 000  |
| 6     | 26–30   | 28 oktober–1 november 2002  | 1 084                    | 1 072                    | 1 121                    | 952                      | 1 558                    | 1 157 000  |
| 7     | 31–35   | 4–8 november 2002           | 1 355                    | 1 196                    | 1 180                    | 1 116                    | 1 523                    | 1 274 000  |
| 8     | 36–40   | 11–15 november 2002         | 1 184                    | 1 241                    | 1 216                    | 1 190                    | 1 602                    | 1 287 000  |
| 9     | 41–45   | 18–22 november 2002         | 1 185                    | 1 147                    | 1 157                    | 1 139                    | 1 681                    | 1 262 000  |
| 10    | 46–50   | 25–29 november 2002         | 1 308                    | 1 191                    | 1 218                    | 1 192                    | 1 785                    | 1 339 000  |

Källa: MMS

## Källhänvisningar
1. ↑  ”MMS”. Arkiverad från originalet den 16 april 2014. https://web.archive.org/web/20140416190856/http://mms.se/hottop/hottop.asp. Läst 18 november 2015.